# Baron Burghersh

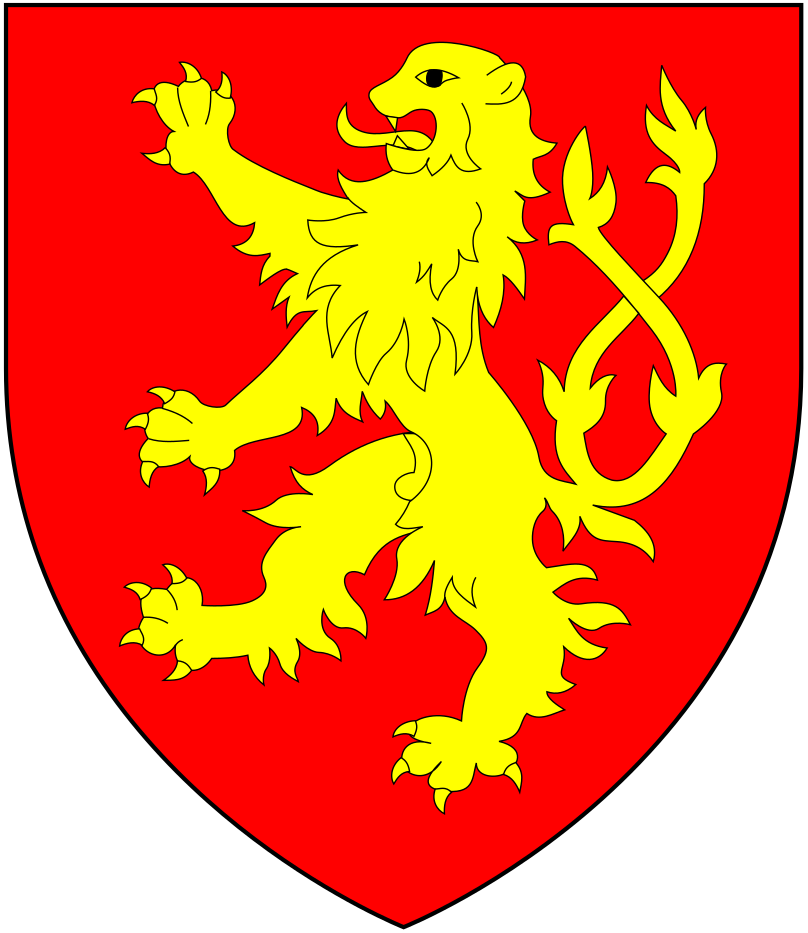
Ursprüngliches Familienwappen der Barone Burghersh (erster und zweiter Verleihung)

Wappen der Barone Burghersh (dritter Verleihung)

Baron Burghersh ist ein erblicher britischer Adelstitel, der dreimal in der Peerage of England verliehen wurde.

## Verleihungen und Geschichte des Titels
Erstmals wurde der Titel am 12. November 1303 für Robert de Burghersh, Gutsherr von Burghersh (heute Burwash) in Sussex und Chiddingstone in Kent, geschaffen, indem dieser durch Writ of Summons ins Parlament berufen wurde. Sein ältester Sohn Stephen starb bereits 1310, vier Jahre nach seinem Vater, war bis dahin nie ins Parlament einberufen worden und hinterließ eine Tochter namens Maud de Burghersh, die in erster Ehe Walter Paveley († 1329) und in zweiter Ehe Sir Thomas d'Aldon heiratete. Nach heutiger Rechtsauffassung sind Titel, die durch Writ of Summons geschaffen wurden als Barony by Writ auch in weiblicher Linie erblich – demnach wäre der Anspruch auf den Titel an Maud und deren Nachfahrenlinie gefallen – es ist unklar ob der Titelanspruch Ende des 14. Jahrhunderts erloschen oder in Abeyance gefallen ist.
Anstelle eines Erben dieser weiblichen Linie wurde am 25. Januar 1330 Bartholomew de Burghersh, der drittgeborene Bruder des verstorbenen 1. Barons, durch Writ of Summons als Baron Burghersh ins Parlament berufen. Nach heutiger Rechtsauffassung wurde ihm dadurch der Titel neu verliehen. Beim Tod von dessen Sohn, dem 2. Baron, fiel der Titel 1369 an dessen einzige Tochter Elizabeth, die mit Edward le Despenser, 1. Baron le Despenser verheiratet war und von dieser 1409 an deren Enkel Richard le Despenser als 4. Baron. Da dieser kinderlos blieb, folgte ihm 1414 seine Schwester Isabel als 5. Baroness, und nach ihr 1439 deren Sohn aus zweiter Ehe Henry de Beauchamp, 14. Earl of Warwick, der 1445 auch zum Duke of Warwick erhoben wurde. Als dieser 1446 beerbte ihn seine erst zweijährige einzige Tochter Anne als 15. Countess und 7. Baroness, während das Dukedom erlosch. Als Anne 1449 im Alter von nur fünf Jahren starb, fiel das Earldom an ihre Tante Anne Neville und die Baronie Burghersh fiel in Abeyance zwischen der Letztgenannten und deren Halbschwester Elizabeth Neville, 3. Baroness Bergavenny.
In dritter Verleihung wurde der Titel Baron Burghersh, of Burghersh in the County of Sussex, am 29. Dezember 1624 zusammen mit dem übergeordneten Titel Earl of Westmorland an Sir Francis Fane verliehen. Die Baronie ist bis heute ein nachgeordneter Titel des jeweiligen Earls.

## Liste der Barone Burghersh

### Barone Burghersh, erste Verleihung (1303)
- Robert de Burghersh, 1. Baron Burghersh († 1306)
- Stephen de Burghersh, 2. Baron Burghersh (um 1280–1310)

### Barone Burghersh, zweite Verleihung (1330)
- Bartholomew de Burghersh, 1. Baron Burghersh (vor 1304–1355)
- Bartholomew de Burghersh, 2. Baron Burghersh (vor 1329–1369)
- Elizabeth de Burghersh, 3. Baroness Burghersh (1342–1409)
- Richard le Despenser, 4. Baron Burghersh (1396–1414)
- Isabel le Despenser, 5. Baroness Burghersh (1400–1439)
- Henry de Beauchamp, 1. Duke of Warwick, 6. Baron Burghersh (1425–1446)
- Anne Beauchamp, 15. Countess of Warwick, 7. Baroness Burghersh (1444–1449) (Titel abeyant 1449)

### Barone Burghersh, dritte Verleihung (1624)
- Francis Fane, 1. Earl of Westmorland (1580–1629)
- Mildmay Fane, 2. Earl of Westmorland (1602–1666)
- Charles Fane, 3. Earl of Westmorland (1635–1691)
- Vere Fane, 4. Earl of Westmorland (1645–1693)
- Vere Fane, 5. Earl of Westmorland (1678–1699)
- Thomas Fane, 6. Earl of Westmorland (1683–1736)
- John Fane, 7. Earl of Westmorland (1685–1762)
- Thomas Fane, 8. Earl of Westmorland (1701–1771)
- John Fane, 9. Earl of Westmorland (1728–1774)
- John Fane, 10. Earl of Westmorland (1759–1841)
- John Fane, 11. Earl of Westmorland (1784–1859)
- Francis Fane, 12. Earl of Westmorland (1825–1891)
- Anthony Fane, 13. Earl of Westmorland (1859–1922)
- Vere Fane, 14. Earl of Westmorland (1893–1948)
- David Fane, 15. Earl of Westmorland (1924–1993)
- Anthony Fane, 16. Earl of Westmorland (* 1951)

Titelerbe (Heir Presumptive) ist der Bruder des aktuellen Titelinhabers, Harry Fane (* 1953).